# La Fille des marais (film, 1935)
Pour les articles homonymes, voir La Fille des marais.
Pour plus de détails, voir Fiche technique et Distribution.
La Fille des marais (titre original : Das Mädchen vom Moorhof) est un film allemand réalisé par Douglas Sirk sous le nom de Detlef Sierck, sorti en 1935
Il s'agit d'une adaptation du court roman Tösen från Stormyrtorpet de l'écrivaine suédoise Selma Lagerlöf, lauréate du Prix Nobel de littérature en 1909, publié en 1908.

## Synopsis
Un jeune et modeste fermier, amoureux d'une femme issue d'une plus grande ferme que lui, se rend à la foire aux bonnes pour en embaucher une. Il tombe sous le charme d'une jolie bonne, enceinte de son ancien patron et qui se défend lors d'un procès pour faire reconnaître le futur bébé.

## Fiche technique
- Titre : La Fille des marais
- Titre original : Das Mädchen vom Moorhof
- Réalisation : Douglas Sirk (Detlef Sierck)
- Assistant-réalisateur : Otto Galinowski
- Scénario : Philipp Lothar Mayring, d'après le roman Tösen från Stormyrtorpet de Selma Lagerlöf (1908)
- Musique : Hans-Otto Borgmann
- Photographie : Willy Winterstein
- Montage : Fritz Stapenhorst
- Directeur artistique : Carl Ludwig Kirmse
- Décors : Carl Ludwig Kirmse
- Costumes: Fritz Strack
- Son : Bruno Suckau
- Producteur : Peter Paul Brauer
- Société de production : Universum Film AG (UFA)
- Société de distribution : Capricci Films
- Pays de production :  Reich allemand
- Format : Noir et blanc — 35 mm — 1,37:1 — Son : Mono
- Genre : Film dramatique
- Durée : 82 minutes (1 h 22)
- Dates de sortie :
  - Allemagne : 30 octobre 1935 (Berlin)

## Distribution
- Hansi Knoteck (de) : Helga Christmann
- Ellen Frank : Gertrud Gerhart
- Kurt Fischer-Fehling (de) : Karsten Dittmar
- Friedrich Kayßler : M. Dittmar
- Eduard von Winterstein : M. Gerhart
- Jeanette Bethge (de) : Mme Dittmar
- Lina Carstens : Mme Christmann
- Franz Stein (de)  : M. Christmann
- Erwin Klietsch (de) : Peter Nolde
- Theodor Loos : le juge
- Ellen Becker
- Erich Dunskus : Jens Willgraff
- Thea Fischer
- Hildegard Hecker
- Fritz Hoopts (de) : Torfschiffer
- Meta Jaeger (de)
- Carl Jönsson (de) : Marten
- Hans Meyer-Hanno : le chef d'équipe
- Klaus Pohl : le deuxième juré
- Erika Raphael (de)
- Georg H. Schnell
- Fanny Schreck
- Ilse Trautschold